# Don’t Lose My Number
«Don’t Lose My Number» — сингл британского певца Фила Коллинза в жанре дэнс-рока, выпущенный 1 июля 1985 года. Песня стала частью его третьего студийного альбома No Jacket Required.

## История
Песня была записана в 1980 году, во время процесса записи дебютного альбома певца Face Value, однако выпущена была лишь 5 лет спустя.
Сам Коллинз рассказывал, что её текст является импровизацией, и что в нём нет какого-либо смысла или послания.
В 2015 году были выпущены переиздания прошлых альбомов певца, в рамках этого, Don’t Lose My Number была также перевыпущена.

## Приём
«Don’t Lose My Number» получила положительные отзывы критиков.
Журнал «Cashbox» в своей рецензии отметил, что песня «сочетает в себя драйв в стиле Motown с собственным обонянием и вокальной настойчивостью автора».
Издание «Billboard» назвало песню «немного загадочной мелодией в жанре дэнс-рок».
В сентябре 1985 года сингл занял 4 место в музыкальных чартах США. В чартах Нидерландах песня 3 недели удерживала 44 место, в Бельгии 22 место 5 недель, в Новой Зеландии 9 недель находилась на 22 строчке.

## Видеоклип
Для песни существовало музыкальное видео, которое транслировалось на телеканале MTV.
В нём высмеивались и пародировались музыкальные звёзды 1980-х годов, вестерны, фильмы о самураях, серия фильмов «Безумный Макс».